# Loganiàcies
Loganiàcia (Loganiaceae) és una família de plantes amb flors dins l'ordre Gentianales. Consta de 13 gèneres distribuïts per la zona tropical del món.
Els estudis filogenètics mostren que la família Loganiaceae era polifilètica i nombrosos dels seus gèneres s'han redistribuït, per exemple a Gentianaceae, Gelsemiaceae, Plocospermataceae, Tetrachondraceae, Buddlejaceae, i Gesneriaceae.

## Gèneres
| - Antonia Pohl - Bonyunia R. H. Schomb. ex Progel - Gardneria Wall. - Geniostoma J. R. Forst. & G.Forst. - Labordia Gaudich. - Logania R.Br. - Mitrasacme Labill. | - Mitreola L. - Neuburgia Blume - Norrisia Gardner - Spigelia L. - Strychnos L. - Usteria Willd. |

### Gèneres exclosos
| - Androya H.Perrier -> Scrophulariaceae - Anthocleista Afzel. ex R.Br. -> Gentianaceae - Buddleja L. -> Scrophulariaceae - Desfontainia Ruiz & Pav. -> Columelliaceae - Emorya Torr. -> Scrophulariaceae - Fagraea Thunb. -> Gentianaceae - Gelsemium Juss. -> Gelsemiaceae - Gomphostigma Turcz. -> Scrophulariaceae | - Mostuea Didr. -> Gelsemiaceae - Nuxia Comm. ex Lam. -> Stilbaceae - Peltanthera Benth. -> Gesneriaceae - Plocosperma Benth. -> Plocospermataceae - Polypremum L. -> Tetrachondraceae - Potalia Aubl. -> Gentianaceae - Retzia Thunb. -> Stilbaceae |